# Ушаклыгиль, Халид Зия
Халид Зия Ушаклыгиль (тур. Halid Ziya Uşaklıgil,haːˈlit ziˈjaː uˌʃaklɯˈɟil 1866 — 27 марта 1945) — турецкий прозаик, поэт и драматург. Принадлежал к литературному движению Edebiyat-ı Cedide («Новая литература»), возникшем в конце существования Османской империи. Был основателем и активным участником многих литературных движений и институтов, в том числе печатался в журнале Servet-i Fünun («Богатство наук»). Последовательно критиковал султана Абдула Хамида II, за что произведения Ушаклыгиля были подвергнуты цензуре. Получили известность многочисленные романы, пьесы, рассказы и эссе автора, включая любовный роман Aşk-ı Memnu («Запретная любовь», 1899), который был дважды экранизирован: в 1975 году — в виде мини-сериала, в 2008 году — в виде международного телесериала с одноимённым названием.

## Биография
Халид Зия Ушаклыгиль родился в Стамбуле в 1866 году. После окончания начальной школы поступил в стамбульскую среднюю школу Fatih Rüştiyesi, однако в 1879 году его семья переехала в Измир, где будущий писатель завершил среднее образование. Позднее он учился в христианской школе, где изучал французский язык. Здесь увидели свет его первые переводные произведения.
В 1886 году Ушаклыгиль основал газету Hizmet. С 1896 года начал публиковаться в турецком литературном журнале Servet-i Fünun, проповедовавшим европейский литературный стиль.
В 1901 году роман Ушаклыгиля Kırık Hayatlar («Поломанные жизни») был подвергнут цензуре со стороны османского режима Абдула Хамида II. После этого писатель перестал публиковать романы. «Поломанные жизни» вновь увидел свет только в 1923 году после создания современной Турции.
Ранний стиль Ушаклыгиля явно тяготеет к французскому романтизму. В большинстве романов он пишет о несбывшейся любви. Его работы отличаются от современной турецкой литературы более конкретной формой и особым художественным языком, насыщенным персидскими и арабскими заимствованиями.
В последние годы Ушаклыгиль жил недалеко от Стамбула в деревне Ешилькёй (в настоящее время — один из районов Стамбула).

### Романы
- Nemide (1889)
- Bir Ölünün Defteri (1889)
- Ferdi ve Şürekâsı (1894)
- Mai ve Siyah (1897)
- Aşk-ı Memnu (1900)
- Kırık Hayatlar (1923)

### Рассказы
- Bir Muhtıranın Son Yaprakları (1888)
- Bir İzdivacın Tarih-i Muaşakası (1888)
- Heyhat (1894)
- Solgun Demet (1901)
- Sepette Bulunmuş (1920)
- Bir Hikâye-i Sevda (1922)
- Hepsinden Acı (1934)
- Onu Beklerken (1935)
- Aşka Dair (1936)
- İhtiyar Dost (1939)
- Kadın Pençesinde (1939)
- İzmir Hikâyeleri (1950) (posthumous)

### Драмы
- Kabus (1918)

### Мемуары
- Anı: Kırk Yıl (1936)
- Saray ve Ötesi (1942)
- Bir Acı Hikâye (1942)

### Поэзия
- Mensur Şiirler (1889)

### Эссе
- Sanata Dair (1938—1955) (в трёх томах)